# Catherine Gibson
Catherine Gibson   (Motherwell, 21 de març de 1931 - Dunfermline i Kirkcaldy, 25 de juny de 2013), posteriorment coneguda pel nom de casada Catherine Brown, va ser una nedadora escocesa que va competir durant la dècada de 1940.
El 1948 va prendre part en els Jocs Olímpics de Londres, on disputà tres proves del programa de natació. Guanyà la medalla de bronze en la cursa dels 400 metres lliures, rere Ann Curtis i Karen Harup i quarta en els 4x100 metres lliures, mentre en els 100 metres esquena quedà eliminada en sèries.
En el seu palmarès també destaquen dues medalles de plata i una de bronze al Campionat d'Europa de natació de 1947. El 1947 i 1948 guanyà el campionat nacional de l'ASA dels 220 i 440 iardes lliures. Quan es va retirar havia aconseguit 29 rècords del Regne Unit.
El 2008 fou inclosa al Scottish Sports Hall of Fame. Va morir el juny de 2013, als 82 anys a l'Hospital Victoria de Kirkcaldy.